# Carmen Ruiz Hervías
Carmen Ruiz Hervías (Madrid, 17 de noviembre de 1967) es una deportista española que compitió en esgrima, especialista en la modalidad de espada.
Ganó una medalla de oro en el Campeonato Mundial de Esgrima de 1994, en la prueba por equipos (junto con Taymi Chappé, Rosa María Castillejo y Cristina de Vargas).

## Palmarés internacional
| Campeonato Mundial | Campeonato Mundial | Campeonato Mundial | Campeonato Mundial |
| Año                | Lugar              | Medalla            | Prueba             |
| ------------------ | ------------------ | ------------------ | ------------------ |
| 1994               | Atenas (Grecia)    | Medalla de oro     | Espada por equipos |